# Francisco Pacheco (kunstschilder)

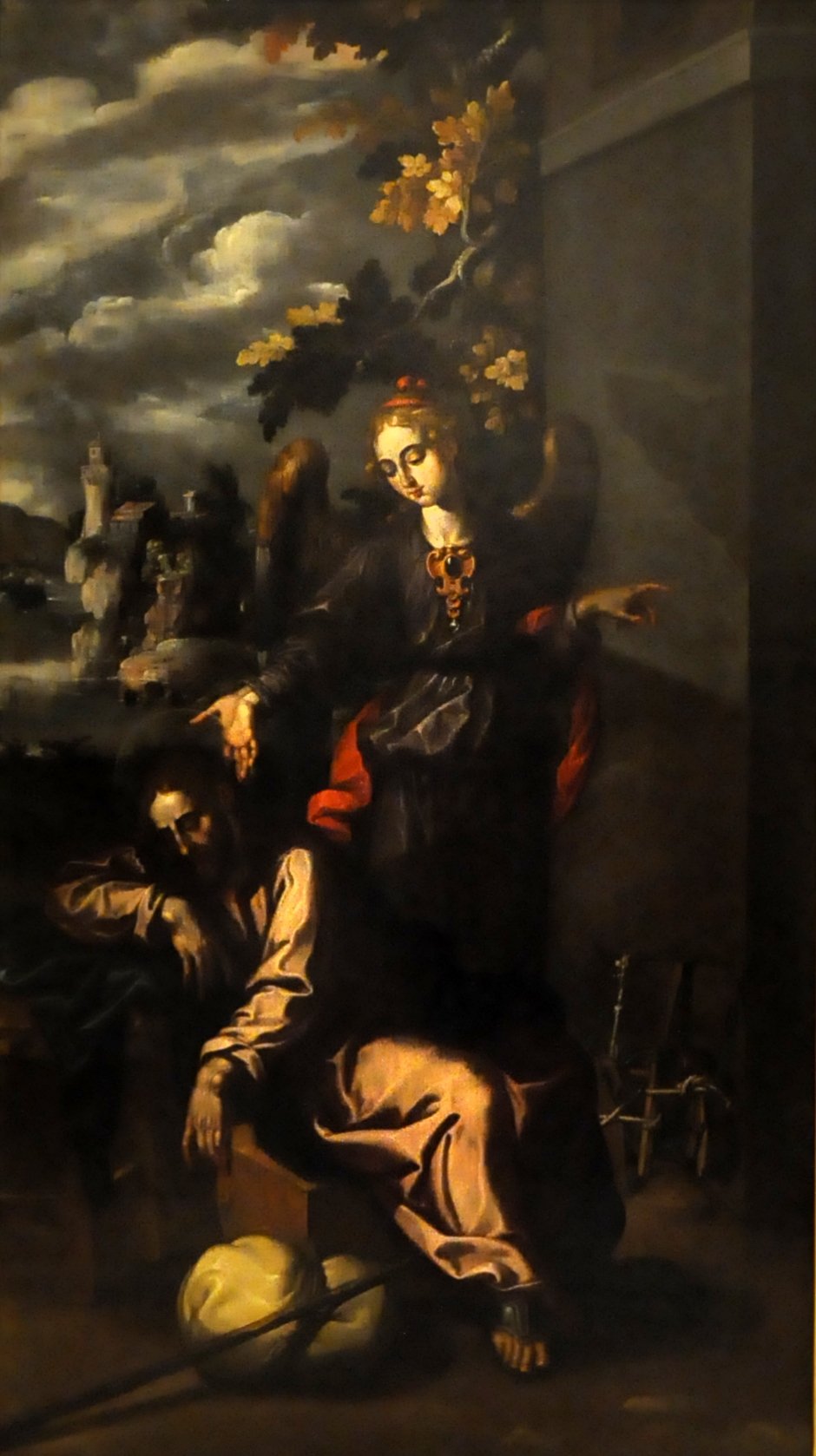
De droom van Sint-Jozef van Francisco Pacheco in de Real Academia de Bellas Artes de San Fernando

Francisco Pacheco (Sanlúcar de Barrameda, 3 november 1564 - Sevilla, 1644) was een Spaans kunstschilder. 
Pacheco is het meest bekend als leraar van Diego Velázquez en Alonso Cano, en voor zijn leerboek over schilderen. Het is een belangrijke bron voor de studie van de 17e-eeuwse schilderpraktijken in Spanje. Hij wordt weleens beschreven als de Vasari van Sevilla: eloquent en didactisch in zijn theorieën over schilderen en ideeën over schilders maar conventioneel en ongeïnspireerd in zijn eigen werken.
Pacheco was de zoon van Juan Peréz en zijn vrouw Leonor del Rio. Hij verhuisde op jonge leeftijd naar Sevilla. Hij was een leerling van Luis Fernandez en leerde zijn vak door het kopiëren van schilderijen van Italiaanse meesters. Hij bezocht Madrid en Toledo in 1611, waarbij hij het werk bestudeerde van El Greco. Bij zijn terugkeer in Sevilla opende hij een kunstschool.
De school van Pacheco benadrukte het academisch correct weergeven van religieuze onderwerpen, niet in het minst omdat hij een officiële censor was van Sevilla's Inquisitie. Zijn eigen werken reflecteren deze bekommernis.
Alhoewel Velázquez zes jaar lang een leerling was in de school van Pacheco en Pacheco's dochter Juana in 1618 huwde, is er geen invloed van Pacheco terug te vinden in de schilderijen van Velázquez.